# Sơ cứu

Biểu tượng sơ cứu trên toàn cầu

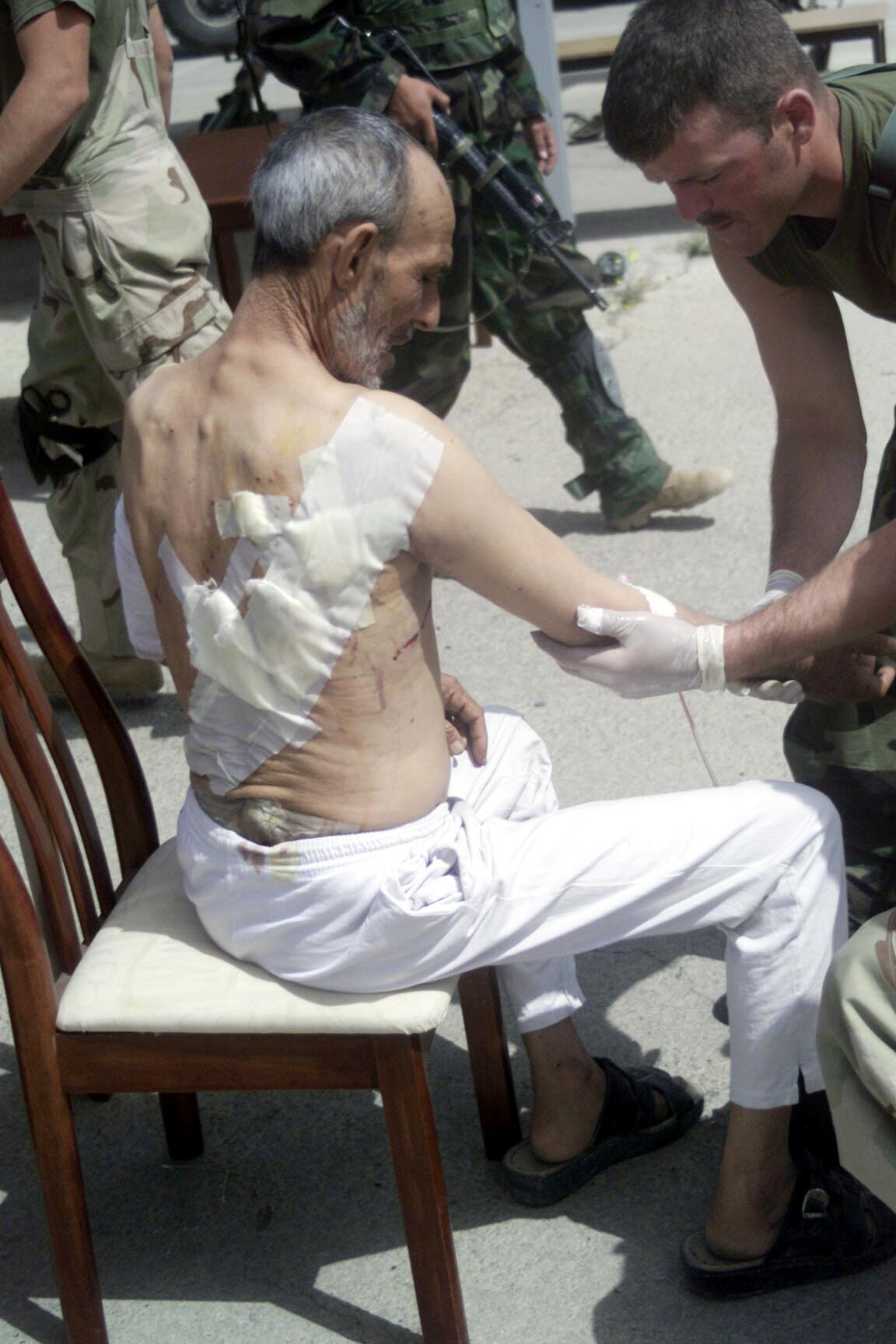
Một binh sĩ Hải quân Mỹ đang sơ cứu cho một người dân Iraq bị thương.

Sơ cứu là việc hỗ trợ cho một người bất kỳ đang bị bệnh hoặc bị thương bất ngờ, với mục đích để giữ người đó sống, ngăn ngừa tình trạng trở nên tồi tệ hơn, hoặc để thúc đẩy sự hồi phục. Sơ cứu bao gồm cả sự can thiệp ban đầu trong một tình huống nghiêm trọng trước khi có sự trợ giúp y tế chuyên nghiệp, như thực hiện CPR trong khi chờ đợi xe cứu thương, cũng như việc điều trị hoàn toàn các tổn thất nhỏ, chẳng hạn như băng bó cho một vết thương.  Sơ cứu thường được người không có chuyên môn y tế thực hiện, tuy có được học để cung cấp các mức sơ cứu đơn giản, và một số người tình nguyện thực hiện sơ cứu từ kiến thức họ tham khảo được. Sơ cứu tâm thần là một khái niệm mở rộng của sơ cứu sang lĩnh vực sức khỏe tâm thần..
Có rất nhiều tình huống có thể cần đến sơ cứu, và nhiều quốc gia có luật pháp, quy định hoặc hướng dẫn chỉ rõ mức sơ cứu tối thiểu trong một số trường hợp. Điều này có thể bao gồm các khóa đào tạo hoặc trang thiết bị cụ thể để có sẵn tại nơi làm việc (chẳng hạn như Automated External Defibrillator), cung cấp sơ cứu chuyên nghiệp tại các cuộc tụ họp công cộng, hoặc đào tạo sơ cứu bắt buộc trong các trường học. Tuy nhiên, việc sơ cứu không nhất thiết đòi hỏi bất kỳ thiết bị hoặc kiến thức nào đặc biệt và có thể liên quan đến việc ứng biến bằng các vật liệu có sẵn tại hiện trường, và thường được những người không được đào tạo thực hiện.

## Mục tiêu sơ cấp cứu[3]
1. Bảo tồn sự sống của người cần trợ giúp.
2. Ngăn ngừa tình hình của người cần trợ giúp trở nên xấu hơn.
3. Thúc đẩy việc hồi phục của người cần trợ giúp.
4. Bảo vệ người cần trợ giúp khỏi các mối nguy hiểm khác.

## Vấn đề xuất phát từ việc thiếu kiến thức sơ cấp cứu tại Việt Nam
Tại các nước phát triển, kỹ năng Sơ cấp cứu được đào tạo rộng rãi trong chương trình học, tại các trường học, công ty và cộng đồng và được tập huấn nhắc lại hằng năm (Ví dụ: Tại Úc, lớp đào tạo thao tác hồi sức tim phổi nhắc lại hằng năm, sơ cấp cứu mỗi 3 năm).Tuy nhiên, hầu hết người dân ở Việt Nam chưa được trang bị các kiến thức và kỹ năng này. Hiện tại các kiến thức chỉ được dạy bắt buộc tại một số công ty lớn, hoạt động trong lĩnh vực có rủi ro sức khỏe cao.
Theo khảo sát về nhận thức sơ cấp cứu cơ bản của Kỹ Năng Sinh Tồn SSVN trên 4000 người Việt Nam cho thấy 80% người được khảo sát trả lời sai trên 80% các câu hỏi. Một số hiểu nhầm phổ biến về sơ cấp cứu như sau:
- 68% người được khảo sát cho rằng nạn nhân là người quan trọng nhất thay vì bản thân mình và người thực hiện sơ cứu, điều này có thể khiến họ quên đi sự an toàn của bản thân và biến mình trở thành nạn nhân tiếp theo và không thể giúp được người khác.
- 66% người khảo sát cho rằng cần đập vào lưng người bị hóc thực ăn/ dị vật vào khí quản lúc nạn nhân đang ho, điều này có thể làm cho dị vật đi sâu hơn vào khí quản khiến tình trạng trở nên trầm trọng hơn.
- 52% người được khảo sát cho rằng cần phải di chuyển người bị gãy xương ngay lập tức tới bệnh viện mà không cần sơ cứu, điều này có thể làm những tổn thương trở nên trầm trọng hơn.
- 79% người được khảo sát tin rằng Hồi sinh tim phổi (CPR) chỉ dành cho bác sĩ. Tuy nhiên, bất kỳ ai cũng có thể làm CPR giúp tăng đáng kể khả năng sống sót của những trường hợp ngưng tim ngưng thở, đuối nước, hóc dị vật, ngưng tim đột ngột, đột quỵ v.v. có thể gây tử vong nhanh trong khi chờ sự trợ giúp của lực lượng y tế.

Thực trạng chung, phần lớn các nạn nhân không được sơ cứu hoặc sơ cứu không đúng cách trước khi đưa đến bệnh viện, dẫn đến tỷ lệ tử vong cao gây nên những nỗi đau, mất mát lớn và gánh nặng cho gia đình và xã hội. Các thống kê từ các nguồn tai nạn tại Việt Nam cho thấy:
- Tai nạn giao thông: Chỉ có 5% số nạn nhân bị tai nạn giao thông được sơ cứu đúng cách. Trong năm 2016, đã có đến 21,598 trường hợp tại nạn giao thông trong đó gồm 19.280 người bị thương và 8.885 người tử vong[4] , việc sơ cứu đúng cách có thể cứu sống được 10% số nạn nhân tai nạn giao thông[5] .
- Đuối nước: mỗi năm ở Việt Nam có 2.000 trẻ em bị chết đuối[6] và 250 người chết vì điện giật (Phòng An toàn Kỹ thuật Việt Nam) ở Việt Nam.
- Ngưng tim đột ngột: 88% trường hợp ngưng tim xảy ra tại nhà, trong đó 75% trường được phát hiện ngay nhưng 89-96% trường hợp không được ép tim thổi ngạt dẫn đến 51,5% tử vong trước nhập viện[7].
- Đột quỵ: 200.000 người đột quỵ /năm, 50% tử vong và chỉ 10% bình phục hoàn toàn[8]
- Tỷ lệ tử vong do tai nạn thương tích ở trẻ em tại các nước thu nhập thấp và trung bình cao gấp 3,4 lần so với các nước có thu nhập cao[9]. Tại Việt Nam, thống kê của Cục Quản lý môi trường cho thấy, mỗi năm trung bình có hơn 370.000 trẻ bị tai nạn thương tích trong đó nhóm 0-14 tuổi chiếm tỷ lệ 56,4%, nhóm 15-19 tuổi chiếm tỷ lệ 43%. Số trẻ em tử vong do tai nạn thương tích là 6.600 trường hợp một năm chiếm tỷ lệ 35,5% trong tổng số trẻ tử vong trong toàn quốc do tất cả các nguyên nhân[10].

Nếu những người xung quanh nạn nhân có kiến thức và kỹ năng Sơ cấp cứu tốt, rất nhiều trong số các trường hợp này sẽ thoát chết.
Hằng năm, các tổ chức về Hồi sức quốc tế như Ủy ban Liên lạc Quốc tế về Hồi sức (The International Liaison Committee on Resuscitation – ILCOR) thông báo định kì về các hướng dẫn và kiến nghị mới nhất về Sơ cấp cứu. Tuy vậy, đa số các hướng dẫn đại chúng về sơ cấp cứu tại Việt Nam chưa được cập nhật kịp thời theo những thực hành mới nhất và hiệu quả nhất.

## Kỹ năng sơ cấp cứu
1. Ưu tiên & thứ tự xử lý các thương tích
2. Định vị tư thế người cần trợ giúp còn tỉnh
3. Định vị tư thế người bất tỉnh còn thở
4. Quy trình tiếp cận hiện trường DRS.ABCD & DR.CAB
5. Thao tác hồi sinh tim phổi (CPR)
6. Cách thực hiện thao tác ép tim ngoài lồng ngực
7. Cách thực hiện thao tác thổi ô-xy (thổi ngạt)
8. Đột quỵ
9. Tai biến mạch máu não
10. Nhồi máu cơ tim
11. Ngưng tim đột ngột
12. Hóc thức ăn, dị vật vào đường thở
13. Đuối nước
14. Chảy máu, mất máu
15. Nhận diện sốc (shock) do mất nhiều máu
16. Chảy máu mũi (máu cam)
17. Các vết bỏng (phỏng)
18. Rạn-nứt-gãy xương
19. Trật khớp
20. Chấn thương các mô mềm
21. Chó cắn
22. Rắn cắn
23. Các vết đốt, chích của ong và côn trùng
24. Các vết chích, đốt, cắn của sinh vật biển
25. Điện giật
26. Thoát hiểm khỏi đám cháy